# Hirtodrosophila longecrinita
Hirtodrosophila longecrinita är en tvåvingeart som beskrevs av Oswald Duda 1924. Hirtodrosophila longecrinita ingår i släktet Hirtodrosophila och familjen daggflugor. Inga underarter finns listade i Catalogue of Life.